# Günter Thews

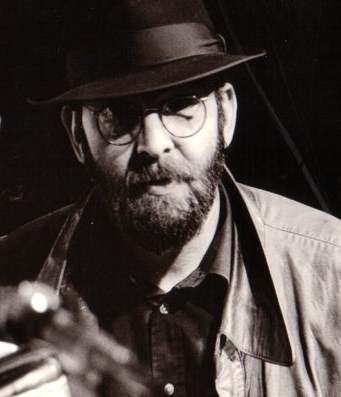
Günter Thews 1980

Günter Thews (* 3. Mai 1945 in Celle; † 30. Januar 1993 in Berlin) war ein deutscher Kabarettist, Mitglied der 3 Tornados (1977–1989).

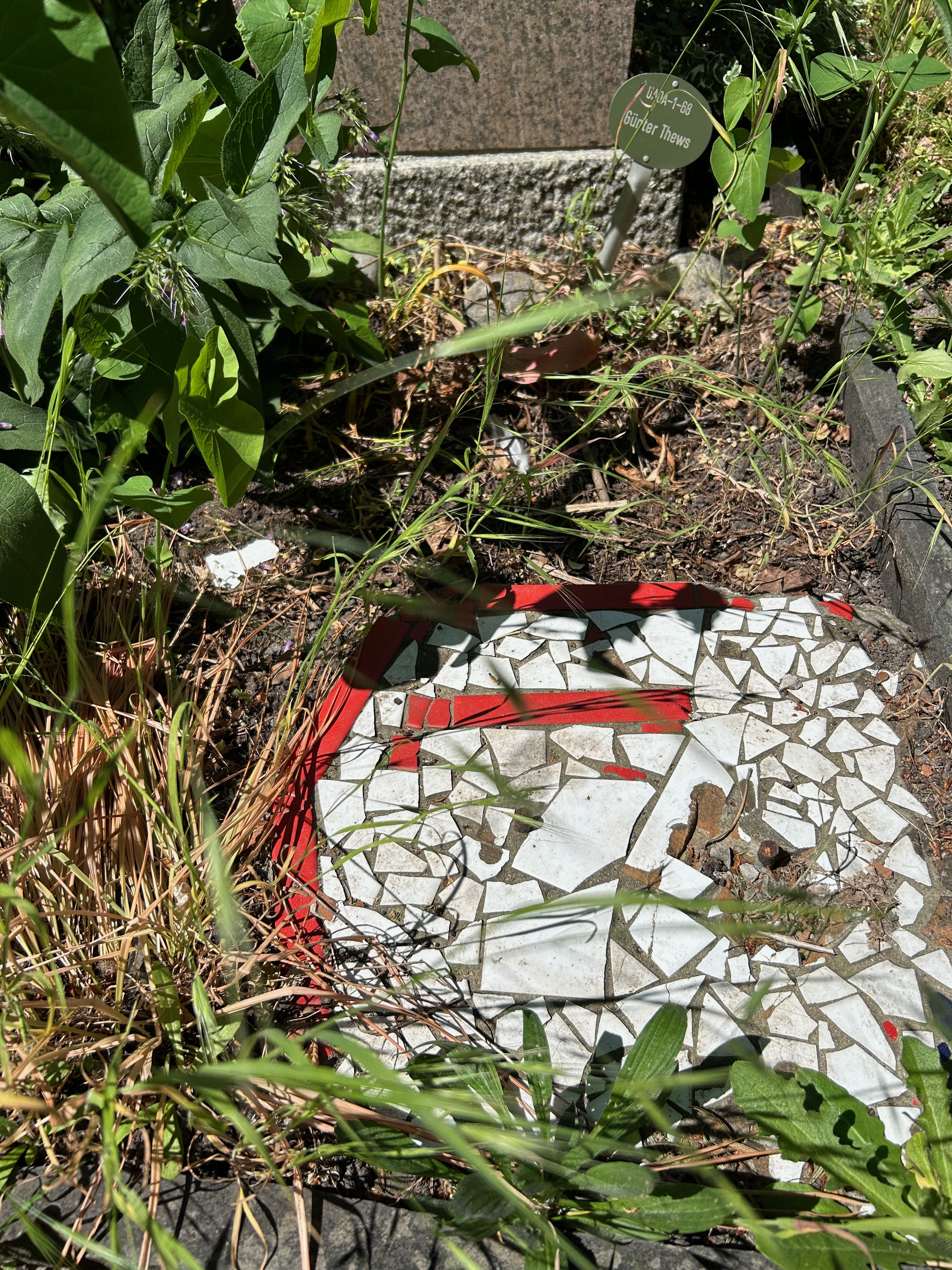
Urnengrab, Zustand 2024.

## Leben
Günter Thews war Großhandelskaufmann bei Edeka, absolvierte den zweiten Bildungsweg mit Hochschulreife, dann ein Studium der Theaterwissenschaften und der Theologie an der Freien Universität Berlin. Seinen Studienabschluss erlangte er 1978 bei Arno Paul mit einer Magisterarbeit über das Ohnsorg-Theater. 1977 gründete er mit Arnulf Rating und Hans-Jochen Krank das anarchistische Kabarett-Trio Die 3 Tornados. Thews war als Regieassistent im Studio Hamburg tätig, wirkte als Schauspieler in einem Tatort (1978) und in Rosa von Praunheims Filmen Horror Vacui (1984) und Ein Virus kennt keine Moral (1986) mit. Er starb im Alter von 47 Jahren an Aids und wurde auf dem  Dreifaltigkeitskirchhof II in Berlin-Kreuzberg begraben.
Auf die Frage der taz, wen er bei der ersten gesamtdeutschen Wahl wählen wolle, antwortete er:

„Ich gehe überhaupt nicht wählen, weil ich voll damit beschäftigt bin, mich selbst zu entstalinisieren. Wir waren doch alle ehrenamtlich beim Stasi.“

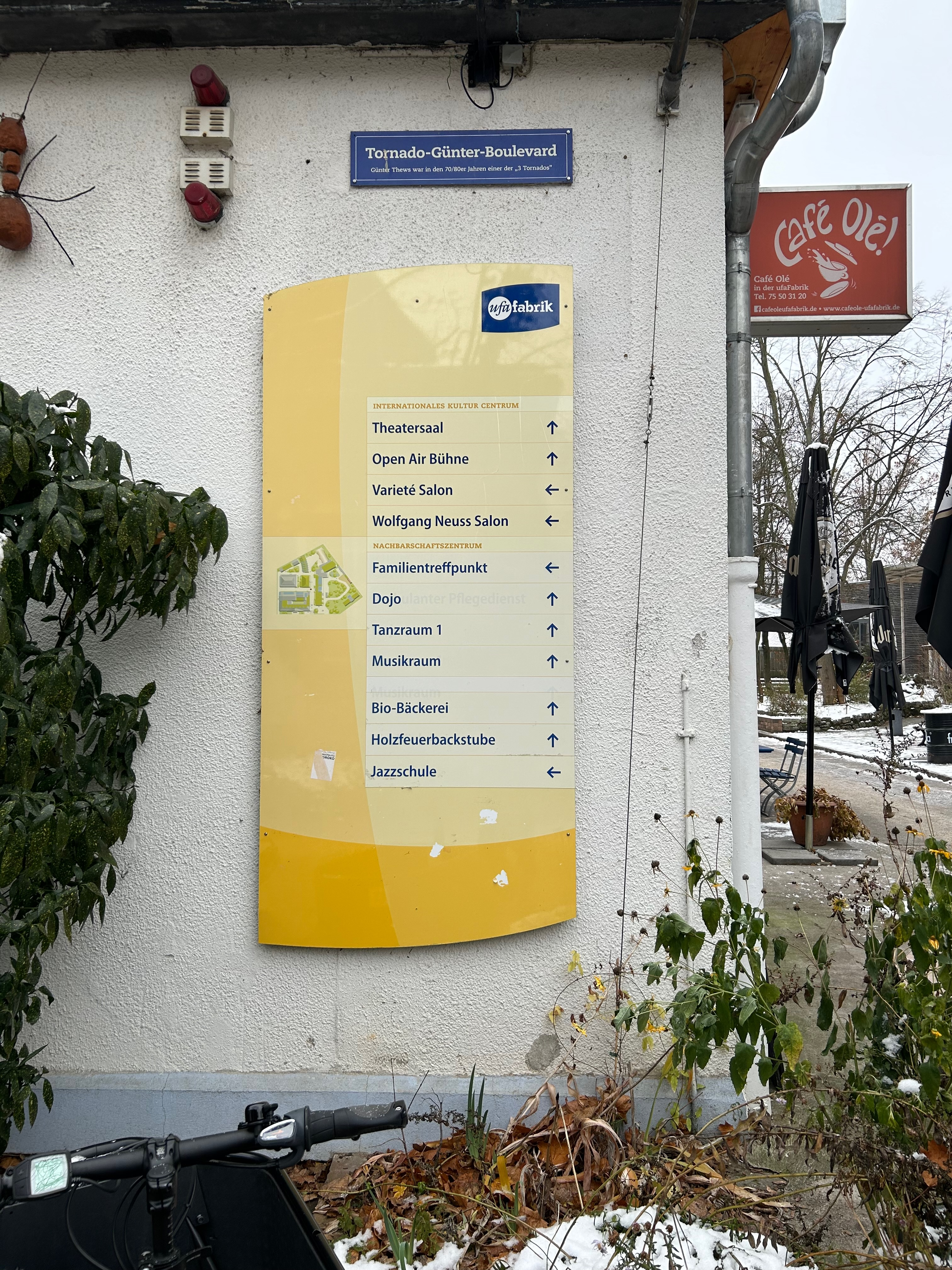
Blaues Schild: Tornado-Günter-Boulevard

## Ehrungen
Auf dem Ufa-Gelände in Berlin-Tempelhof wurde 2015 zu seinem 70. Geburtstag eine innerbetriebliche Straße nach ihm benannt, der Tornado-Günter-Boulevard. Hintergrund: Die 3 Tornados unterstützten am 9. Juni 1979 die Besetzung des Ufa-Geländes mit einem Auftritt, später nutzten sie dort einen Raum für Proben und Requisiten. Zur Besetzung sangen sie in Bezug zur anliegenden Viktoriastraße: „Viktoria, der Sieg ist nah, die Freaks, die singen Tralala / die ganze Szene ist wie verhext, schon wieder ist ein Haus besetzt! Viktoria, die Welt wird grün / drum lasst uns in die Ufa zieh'n.“